# Късокрили бръмбари
Късокрилите бръмбари (Staphylinidae) са семейство насекоми от разред Coleoptera. Представителите се отличават главно по късите елитри, чиято дължина е около половината на дължината на коремчето. Семейството наброява над 63 000 вида, което го прави и най-голямото семейство животни. В България се срещат около 700 вида. Над 75% от тропическите видове все още не са описани. Това е древна група бръмбари известни още от триас. Представляват екологично и морфологично разнообразна група от бръмбари, които са често срещани в сухоземните екосистеми.

## Подсемейства
- Aleocharinae
- Apateticinae
- Dasycerinae
- Empelinae
- Euaesthetinae
- Glypholomatinae
- Habrocerinae
- Leptotyphlinae
- Megalopsidiinae
- Micropeplinae
- Microsilphinae
- Neophoninae
- Olisthaerinae
- Omaliinae
- Osoriinae
- Oxyporinae
- Oxytelinae
- Paederinae
- Phloeocharinae
- Piestinae
- Proteininae
- Protopselaphinae
- Pselaphinae
- Pseudopsinae
- Scaphidiinae
- Solieriinae
- Staphylininae
- Steninae
- Tachyporinae
- Trichophyinae
- Trigonurinae